# Nerópolis
Nerópolis é um município brasileiro do estado de Goiás. Sua população estimada em 2024, segundo o IBGE era de 33.706 habitantes. O nome Nerópolis é em homenagem ao senador goiano Nero de Macedo. A cidade já foi considerada a "capital do alho do estado".
Como algumas cidades goianas, Nerópolis possui boa localização, típica para o desenvolvimento industrial. Hoje, possui várias empresas alimentícias, sendo a principal delas a gigante Heinz, antiga Quero Alimentos. Também se destaca pela grande produção de doces, sendo chamada também como a "Cidade Goiana do Doce".
No esporte pode se citar atletas conhecidos nacionalmente como o jogador de futebol Donizete Castro de Araújo (ex-Vila Nova, Ponte Preta, Juventude, Al-Khaled, Figueirense, Rio Branco de Americana, América de Natal, Goiânia e Anapolina), o triatleta Santiago Ascenço, além de Ronaldo de Castro, jogador de futebol, ídolo do Goiás E.C, vice campeão da Copa do Brasil de 1990.

## Localização
Nerópolis está localizado no coração de Goiás, próximo às principais cidades do estado (Goiânia e Anápolis), e é cortado pela rodovia GO-080, com ligação ao norte pela BR-153 no sentido norte-nordeste brasileiro.

## curiosidade
```
Néropolis nunca teve um tiroteiro ou massacre em um colegio ou escola.
O nome "Nerópolis" é uma homenagem ao senador goiano Nero de Macedo. 
Nerópolis é conhecida como "Cidade do alho"
```